# Église Saint-Rustique
L'église Saint-Rustique est une église française située à Aulnat, dans le département du Puy-de-Dôme.

## Historique
L'existence d'une église à Aulnat est attestée dès le Ve siècle car Rustique (ou Rusticus), le huitième évêque de Clermont, y fut enterré en 446.
L'église actuelle a été construite en 838 sur les bases d'une église déjà existante. Les proportions initiales furent conservées, notamment celles des piliers et des colonnes dont les chapiteaux furent copiés. Le chœur, dont le modèle remonte à la haute antiquité, date du XIIe siècle. La nef a été reprise au XIXe siècle et le clocher a été construit vers 1840 ; sa flèche a été refaite en 1900 par l'architecte Ponchon